# 독립 전야
"독립 전야"는 한국에서 제작된 최인규 감독의 1948년 영화이다. 최인규 등이 주연으로 출연하였고 최완규 등이 제작에 참여하였다.

## 출연

### 주연
- 최인규
- 최지애
- 김신재
- 황남

### 조연
- 임운학

## 기타
- 원작자: 최인규
- 조명: 김성춘
- 미술: 강성범